# Резиденца Аурелија (Рим)
Резиденца Аурелија је насеље у Италији у округу Рим, региону Лацио.
Према процени из 2011. у насељу је живело 290 становника. Насеље се налази на надморској висини од 67 м.